# 札幌市立中の島中学校
札幌市立中の島中学校（さっぽろしりつ なかのしまちゅうがっこう）は、北海道札幌市豊平区にある公立の中学校。

## 概要
開校前は札幌市立平岸中学校の校区であったが、中の島や平岸の北地区からの通学が不便であること（主な通学手段はバスであるが、平岸の北地区からは平岸中学校を通るバスがなく、平岸街道（国道453号）もしくは、中の島駅付近のバス停まで出る必要があった）や、中の島地区に中層マンションが立ち並びはじめ、生徒数が増加した場合に既にマンモス校となっていた平岸中学校だけでは賄いきれなくなることから1987（昭和62）年3月26日に開校し、平岸中学校から551人が移籍する。
なお、本校が建設される前は、水産庁さけ・ます孵化場の養殖池であった。

## 沿革
- 1986年4月　仮称「中の島中学校」開校事務取り扱い発令
- 1987年3月　開校

## 教育目標
未来を拓く　心豊かな人になる。
- 深く考え　創造的に学ぶ人になる（高い知性）
- 心を拓き　豊かな情操を培う人になる（豊かな心）
- 目的を自覚し　たゆみなく実践する人になる（たゆみない実践）

これらの教育目標を「高く　豊かに　たゆみなく」とまとめ、校歌の歌詞にも含まれている。
校歌は札幌市有数の難しさである。

## 部活動
2024年現在、
- 野球部
- サッカー部
- 男子ソフトテニス部
- 女子ソフトテニス部
- 男子バレー部
- 女子バレー部
- 男子バスケットボール部
- 女子バスケットボール部
- 吹奏楽部
- 美術部
- その他、個人出場部（水泳、陸上等）

の部活がある。
吹奏楽部は銀賞や金賞もよく取っており、何度か代表にも選ばれている。

## 所在地
- 北海道札幌市豊平区中の島2条3丁目9-1